# Gabinete de Laurentino Cortizo
El gabinete de Laurentino Cortizo está conformado por los titulares de los Ministerios de Estado, nombrados por dicho presidente a partir de su toma de posesión el 1 de julio de 2019.
Conforme al artículo 193 numeral 1 de la Constitución Política de la República de Panamá, el presidente de la República tiene la facultad de «nombrar y separar libremente a los Ministros de Estado».

## Historia

### Inicio
Después de ser anunciado ganador, Cortizo anunció su propuesta de gabinete para ocupar los Ministerios de Estado que compondría su gobierno, inicialmente el 22 de mayo de 2019 designó a siete ministros, finalizando su designación el 4 de junio de 2019. Lewis Navarro declinó su candidatura al Ministerio para Asuntos del Canal de Panamá, por lo que Cortizo anunció vía Twitter la designación del expresidente Aristides Royo para este puesto.

### Cambios

#### Primero
El 2 de diciembre de 2019, 154 días del inicio de gobierno, la Presidencia de la República informó de la rotación de Juan Antonio Ducruet como Viceministro de la Presidencia a encargado de proyectos especiales, en su reemplazo fue designado Juan Carlos Muñoz.

#### Segundo
El 5 de febrero de 2020, a 219 días del inicio de gobierno, el presidente Cortizo anunció al país la destitución del Ministro de Gobierno Carlos Romero a raíz de la fuga del asesino Gilberto Ventura Ceballos de una prisión de máxima seguridad, así como otras críticas relacionadas con la ineficiencia de la administración de seguridad y carcelaria en Panamá.

#### Renuncias
El 5 de febrero de 2020, a raíz de la fuga de Gilberto Ventura Ceballos el Ministro de Seguridad Pública Rolando Mirones renunció al cargo. Fue sucedido por el Comisionado Juan Pino.
El 19 de febrero de 2020, por distintos cuestionamientos la Ministra de Gobierno Sheyla Grajales renuncia al cargo con solo 14 días, siendo uno de los periodos más cortos de la historia.
El 4 de marzo de 2020, por motivos personales el Viceministro de Ambiente Jorge Acosta renuncia al cargo, siendo reemplazado por Cindy Monge.
El 27 de abril de 2020 por cuestionamientos relativos a la compra de Ventiladores mecánicos en medio de la Pandemia de COVID-19 el Viceministro de la Presidencia Juan Carlos Muñoz presenta su renuncia al cargo, siendo reemplazado por Carlos García Molino.
El 2 de diciembre de 2020 renuncian al cargo el Ministro y Viceministro de Relaciones Exteriores Alejandro Ferrer y Federico Alfaro Boyd por motivos personales, para lo cual el Presidente de la República Laurentino Cortizo nombró a la entonces Viceministra de Asuntos Multilaterales y Cooperación Erika Mouynes como Ministra de Relaciones Exteriores y a la entonces encargada de asuntos comerciales de la embajada de la República de Panamá en la República Francesa Dayra Carrizo como Viceministra de Relaciones Exteriores. Mouynes es reconocida por haber sido parte del equipo que negoció la compra de las Vacunas contra la COVID-19 desde el Viceministerio de Asuntos Multilaterales y Cooperación de las empresas Pfizer, AstraZeneca, Johnson & Johnson y el ingreso de Panamá al mecanismo COVAX de la Organización Mundial de la Salud, todo esto en conjunto con el Ministerio de Economía y Finanzas, el Ministerio de Salud por intermedio de su viceministra Ivette Berrío y la Secretaria Nacional de Ciencia, Tecnología e Innovación por medio del Secretario el Dr. Eduardo Ortega Barría.

#### Controversias
El 18 de octubre de 2023, diputados de la Comisión de Comercio de la Asamblea aprueba en primer debate el contrato ley entre el Estado Panameño y la empresa Minera Panamá, con el objetivo de conceder miles de hectáreas de terreno para explotación minera de cielo abierto en varios puntos del país.
Al día siguiente, 18 de octubre de 2023, tras algunas horas de debate, en la que diputados vertieron sus opiniones a favor o en contra del contrato minero, y con la participación de los ministros de Ambiente, Comercio e Industrias y Trabajo y Desarrollo Laboral, se aprobó en segundo debate el proyecto 1100 del contrato Minero.
12 horas después, el día viernes 19 de octubre de 2023, tras tan solo minutos de conversación, la Asamblea Nacional aprueba en tercer debate el contrato minero. Ese mismo día, en cuestión de minutos, el presidente Laurentino Cortizo firma y sanciona la Ley del Contrato Minero.
Nunca en la historia del país se había aprobado una ley en tan poco tiempo. Fue un proyecto inconsulto, y del cual la mayoría del pueblo panameño está en contra, ya que atenta contra la salud, biodiversidad y soberanía del país. Este contrato fue defendido a capa y espada por el ministro de Comercio e Industrias Federico Alfaro Boyd.
Luego de que se aprobó el contrato, comenzaron una serie de protestas y manifestaciones a nivel nacional, por grupos de la sociedad civil y distintos gremios. Estas manifestaciones, la mayoría fueron reprimidas por brutalidad policial, utilizando una vez más gases y bombas lacrimógenas, también el uso de balas de goma. Un hecho recalcable fue el incidente del reportero Aubrey Baxter, el cual fue alcanzado por una bala de goma en su rostro, lanzada por un miembro de las Fuerzas de Control de Multitudes de la Policía Nacional. Aubrey terminaría perdiendo su ojo derecho, cuando en ese momento sólo estaba haciendo uso de su cámara de fotografías, reportando los hechos.

## Ministros
| Ministerio                          | Nombre                       | Partido  | Período                                      |
| ----------------------------------- | ---------------------------- | -------- | -------------------------------------------- |
| Gobierno                            | Carlos Romero                | MOLIRENA | 1 de julio de 2019-5 de febrero de 2020      |
| Gobierno                            | Sheyla Grajales              | MOLIRENA | 6 de febrero de 2020-21 de febrero de 2020   |
| Gobierno                            | Janaina Tewaney              | PRD      | 21 de febrero de 2020-10 de octubre de 2022  |
| Gobierno                            | Roger Tejada                 | PRD      | 10 de octubre de 2022-30 de junio de 2024    |
| Relaciones Exteriores               | Alejandro Ferrer             | PRD      | 1 de julio de 2020-2 de diciembre de 2020    |
| Relaciones Exteriores               | Erika Mouynes                | Ind.     | 2 de diciembre de 2020-10 de octubre de 2022 |
| Relaciones Exteriores               | Janaina Tewaney              | PRD      | 10 de octubre de 2022-30 de junio de 2024    |
| Educación                           | Maruja Gorday de Villalobos  | Ind.     | 1 de julio de 2019-30 de junio de 2024       |
| Obras Públicas                      | Rafael Sabonge               | PRD      | 1 de julio de 2019-30 de junio de 2024       |
| Presidencia                         | José Gabriel Carrizo         | PRD      | 1 de julio de 2019-1 de febrero de 2023      |
| Presidencia                         | José Simpson                 | PRD      | 1 de febrero de 2023-30 de junio de 2024     |
| Salud                               | Rosario Turner               | PRD      | 1 de julio de 2019-24 de junio de 2020       |
| Salud                               | Luis Francisco Sucre         | PRD      | 24 de junio de 2020-30 de junio de 2024      |
| Trabajo y Desarrollo Laboral        | Doris Zapata                 | PRD      | 1 de julio de 2019-30 de junio de 2024       |
| Comercio e Industrias               | Ramón Martínez de la Guardia | PRD      | 1 de julio de 2019-1 de junio de 2022        |
| Comercio e Industrias               | Federico Alfaro              | PRD      | 1 de junio de 2022-30 de noviembre de 2023   |
| Comercio e Industrias               | Jorge Rivera Staff           | PRD      | 30 de noviembre de 2023-30 de junio de 2024  |
| Vivienda y Ordenamiento Territorial | Inés Samudio                 | Ind.     | 1 de julio de 2019-24 de junio de 2020       |
| Vivienda y Ordenamiento Territorial | Rogelio Paredes              | PRD      | 24 de junio de 2020-30 de junio de 2024      |
| Desarrollo Agropecuario             | Augusto Valderrama           | Ind.     | 1 de julio de 2019-30 de junio de 2024       |
| Desarrollo Social                   | Markova Concepción           | Ind.     | 1 de julio de 2019-24 de junio de 2020       |
| Desarrollo Social                   | María Inés Castillo          | PRD      | 24 de junio de 2020-30 de junio de 2024      |
| Economía y Finanzas                 | Héctor Alexander             | PRD      | 1 de julio de 2019-30 de junio de 2024       |
| Asuntos del Canal                   | Aristides Royo               | PRD      | 1 de julio de 2019-30 de junio de 2024       |
| Seguridad Pública                   | Rolando Mirones              | PRD      | 1 de julio de 2019-5 de febrero de 2020      |
| Seguridad Pública                   | Juan Pino                    | Ind.     | 5 de febrero de 2020-30 de junio de 2024     |
| Ambiente                            | Milciades Concepción         | PRD      | 1 de julio de 2019-30 de junio de 2024       |
| Cultura                             | Giselle González Villarrué   | PRD      | 10 de febrero de 2022-30 de junio de 2024    |
| Mujer                               | Juana Herrera                | PRD      | 10 de marzo de 2023-30 de junio de 2024      |

## Viceministros
| Ministerio                                   | Viceministerio                 | Nombre                                         | Periodo                                     |
| -------------------------------------------- | ------------------------------ | ---------------------------------------------- | ------------------------------------------- |
| Gobierno (MINGOB)                            | Gobierno                       | Juana López Córdoba (MOLIRENA)                 | 1 de julio de 2019-30 de junio de 2024      |
| Gobierno (MINGOB)                            | Asuntos Indígenas              | Ausencio Palacios (PRD)                        | 1 de julio de 2019-28 de febrero de 2023    |
| Gobierno (MINGOB)                            | Asuntos Indígenas              | Ismael Jaén (PRD)                              | 28 de febrero de 2023-30 de junio de 2024   |
| Relaciones Exteriores (MIRE)                 |                                |                                                |                                             |
| Relaciones Exteriores                        | Federico Alfaro Boyd (PRD)     | 1 de julio de 2019-2 de diciembre de 2020      |                                             |
| Relaciones Exteriores                        | Dayra Carrizo (Ind.)           | 2 de diciembre de 2020-10 de febrero de 2022   |                                             |
| Relaciones Exteriores                        | Marta Elida Gordón (Ind.)      | 10 de febrero de 2022-22 de noviembre de 2022  |                                             |
| Relaciones Exteriores                        | Vladimir Franco (Ind.)         | 22 de noviembre de 2022-30 de junio de 2024    |                                             |
| Asuntos Multilaterales y Cooperación         | Erika Mouynes (Ind.)           | 1 de julio de 2019-2 de diciembre de 2020      |                                             |
| Asuntos Multilaterales y Cooperación         | Ana Luisa Castro (Ind.)        | 9 de diciembre de 2021-22 de noviembre de 2022 |                                             |
| Asuntos Multilaterales y Cooperación         | Yill Otero (Ind.)              | 22 de noviembre de 2022-30 de junio de 2024    |                                             |
| Educación (MEDUCA)                           | Académico de Educación         | Zonia Gallardo de Smith (PRD)                  | 1 de julio de 2019-3 de marzo de 2022       |
| Educación (MEDUCA)                           | Académico de Educación         | Ariel Rodríguez (PRD)                          | 17 de agosto de 2022-30 de junio de 2024    |
| Educación (MEDUCA)                           | Administrativo de Educación    | José Pío Castillero (PRD)                      | 1 de julio de 2019-30 de junio de 2024      |
| Educación (MEDUCA)                           | Infraestructura de Educación   | Ricardo Sánchez (PRD)                          | 1 de julio de 2019-30 de junio de 2024      |
| Obras Públicas (MOP)                         | Obras Públicas                 | Librada De Frías (PRD)                         | 1 de julio de 2019-30 de junio de 2024      |
| Presidencia (MinPres)                        | Presidencia                    | Juan Antonio Ducruet (PRD)                     | 1 de julio de 2019-2 de diciembre de 2019   |
| Presidencia (MinPres)                        | Presidencia                    | Juan Carlos Muñoz (PRD)                        | 2 de diciembre de 2019-28 de abril de 2020  |
| Presidencia (MinPres)                        | Presidencia                    | Carlos García Molino (PRD)                     | 28 de abril de 2020-30 de junio de 2024     |
| Salud (MINSA)                                | Salud                          | Luis Francisco Sucre (PRD)                     | 1 de julio de 2019-24 de junio de 2020      |
| Salud (MINSA)                                | Salud                          | Ivette Berrío (Ind.)                           | 24 de junio de 2020-30 de junio de 2024     |
| Trabajo y Desarrollo Laboral (MITRADEL)      | Trabajo y Desarrollo Laboral   | Roger Tejada (PRD)                             | 1 de julio de 2019-11 de octubre de 2022    |
| Trabajo y Desarrollo Laboral (MITRADEL)      | Trabajo y Desarrollo Laboral   | Fernando Castillero (PRD)                      | 12 de octubre de 2022-30 de junio de 2024   |
| Comercio e Industrias (MICI)                 | Comercio Interior e Industrias | Omar Montilla (PRD)                            | 1 de julio de 2019-2 de febrero de 2023     |
| Comercio e Industrias (MICI)                 | Comercio Interior e Industrias | Candice Herrera (PRD)                          | 2 de febrero de 2023-30 de junio de 2024    |
| Comercio e Industrias (MICI)                 | Comercio Exterior              | Juan Carlos Sosa (PRD)                         | 1 de julio de 2019-19 de octubre de 2023    |
| Comercio e Industrias (MICI)                 | Comercio Exterior              | Francisco Mola (PRD)                           | 19 de octubre de 2023-30 de junio de 2024   |
| Vivienda y Ordenamiento Territorial (MIVIOT) | Vivienda                       | Rogelio Paredes (PRD)                          | 1 de julio de 2019-24 de junio de 2020      |
| Vivienda y Ordenamiento Territorial (MIVIOT) | Vivienda                       | Daniela Martínez (PRD)                         | 16 de julio de 2020-30 de junio de 2024     |
| Vivienda y Ordenamiento Territorial (MIVIOT) | Ordenamiento Territorial       | José Batista (PRD)                             | 1 de julio de 2019-30 de junio de 2024      |
| Desarrollo Agropecuario (MIDA)               | Desarrollo Agropecuario        | Carlo Rognoni (PRD)                            | 1 de julio de 2019-13 de octubre de 2022    |
| Desarrollo Agropecuario (MIDA)               | Desarrollo Agropecuario        | Alexis Pineda (PRD)                            | 1 de julio de 2019-30 de junio de 2024      |
| Economía y Finanzas (MEF)                    | Economía                       | David Saied (PRD)                              | 1 de julio de 2019-1 de agosto de 2019      |
| Economía y Finanzas (MEF)                    | Economía                       | Enelda Medrano (PRD)                           | 1 de agosto de 2019-5 de septiembre de 2023 |
| Economía y Finanzas (MEF)                    | Economía                       | Carlos González (PRD)                          | 5 de septiembre de 2023-30 de junio de 2024 |
| Economía y Finanzas (MEF)                    | Finanzas                       | Jorge Luis Almengor (Ind.)                     | 1 de julio de 2019-30 de junio de 2024      |
| Seguridad Pública (MINSEG)                   | Seguridad Pública              | Ivor Pittí (Ind.)                              | 1 de julio de 2019-30 de junio de 2024      |
| Ambiente (MiAmbiente)                        | Ambiente                       | Jorge Acosta (PRD)                             | 1 de julio de 2019-18 de marzo de 2020      |
| Ambiente (MiAmbiente)                        | Ambiente                       | Cindy Monge (PRD)                              | 18 de marzo de 2020-en el cargo             |
| Ambiente (MiAmbiente)                        | Ambiente                       | Diana Laguna (PRD)                             | 10 de febrero de 2022-30 de junio de 2024   |
| Cultura (MiCultura)                          | Cultura                        | Gabriel González (PRD)                         | 1 de julio de 2019-30 de junio de 2024      |